# Live (album, Psí vojáci)
Live (respektive Live I. a Live II.) jsou dvě živá alba pražské hudební skupiny Psí vojáci. Alba byla natočena na čtyřech koncertech v červnu 1993 a v říjnu toho roku vyšla u vydavatelství Gang Records na CD, MC i LP. První deska obsahuje 13 písní, druhá 11. Tyto písně (kromě I’m lucky a Žiju) nikdy nevyšly na žádném dalším albu. Autorem všech textů je Filip Topol (kromě písně Žiju, kde text napsal německý anonym z 12. století; přeložil Ivan Wernisch). Obal vytvořil Michal Cihlář s Psími vojáky. Zvukovou režii obstaral Vladimír Holek.

Album vznikalo v době, kdy Psí vojáci kvůli odchodu baskytaristy Jana Hazuky plánovali ukončení své existence (28. října 1993 se konal koncert v pražské Lucerně, prezentovaný jako poslední vystoupení Psích vojáků). „Většina věcí z desky je odchodem Hazuky poznamenaná,“ říká k tomu Filip Topol. „Dlouho jsem se s tím nemohl smířit.“

Recenzent Vojtěch Lindaur album označil za „nejlepší původní tvorbu napsanou a nahranou po převratu, jakou jsem za ty 4 roky slyšel.“

V roce 2002 vydal Black Point reedici obou alb jako dvojCD Live I. & Live II. s přepracovaným obalem a bookletem s texty v češtině i angličtině.

## Seznam písní

### Live I.
1. Říkal mi přítel – 6:02
2. Prší 1 – 4:50
3. Muž na chodníku I. – 3:24
4. Anděl – 5:55
5. Russian mystic pop op. V. – 4:11
6. Překvapení – 2:09
7. Allegro I. – 2:35
8. Allegro II. – 1:40
9. Allegro III. – 2:03
10. Piráti – 2:46
11. Hotel – 5:04
12. Prší 2 – 4:23
13. I’m lucky – 3:53

### Live II.
1. Ukradli – 5:22
2. Jsem zmatený – 4:31
3. Láska se obrátila na záda – 4:46
4. Irská balada – 3:14
5. Letenka – 2:54
6. Bajka – 5:14
7. Žiju – 2:57
8. Muž na chodníku II. – 6:09
9. Když pudeš domu – 5:00
10. Pětinová – 9:26
11. Russian mystic pop op. III. – 2:59

## Natočeno na koncertech
- 7. června 1993 v Junior klubu Na Chmelnici v Praze
- 8. června 1993 v Malostranské besedě v Praze
- 10. června 1993 v S klubu v Olomouci
- 11. června 1993 v klubu Rubín v Brně

## Složení
- Filip Topol – piano, zpěv, texty
- David Skála – bicí nástroje
- Jan Hazuka – basová kytara
- Jiří Jelínek – altsaxofon